# Giuseppe Fanelli
Giuseppe Fanelli (13 de outubro de 1827 - 5 de janeiro de 1877) foi um revolucionário anarquista italiano do século XIX. Nascido em Nápoles, Itália, visitou a Espanha em 1868 em uma viagem planejada pelo também anarquista Mikhail Bakunin, a fim de recrutar membros para a Primeira Internacional. Ele morreu de tuberculose em Nápoles, em 1877.